# کامینگتس (استان پومرانی غربی)
کامینگتس (به لهستانی:  Kamieniec) یک روستا در لهستان است که در گمینا کووباسکووو واقع شده‌است.
 کامینگتس  ۳۰۰ نفر جمعیت دارد.